# Wife Number Two
Wife Number Two é um filme norte-americano do gênero drama dirigido e escrito por William Nigh. Lançado em 1917, foi protagonizado por Valeska Suratt. É considerado um filme perdido.

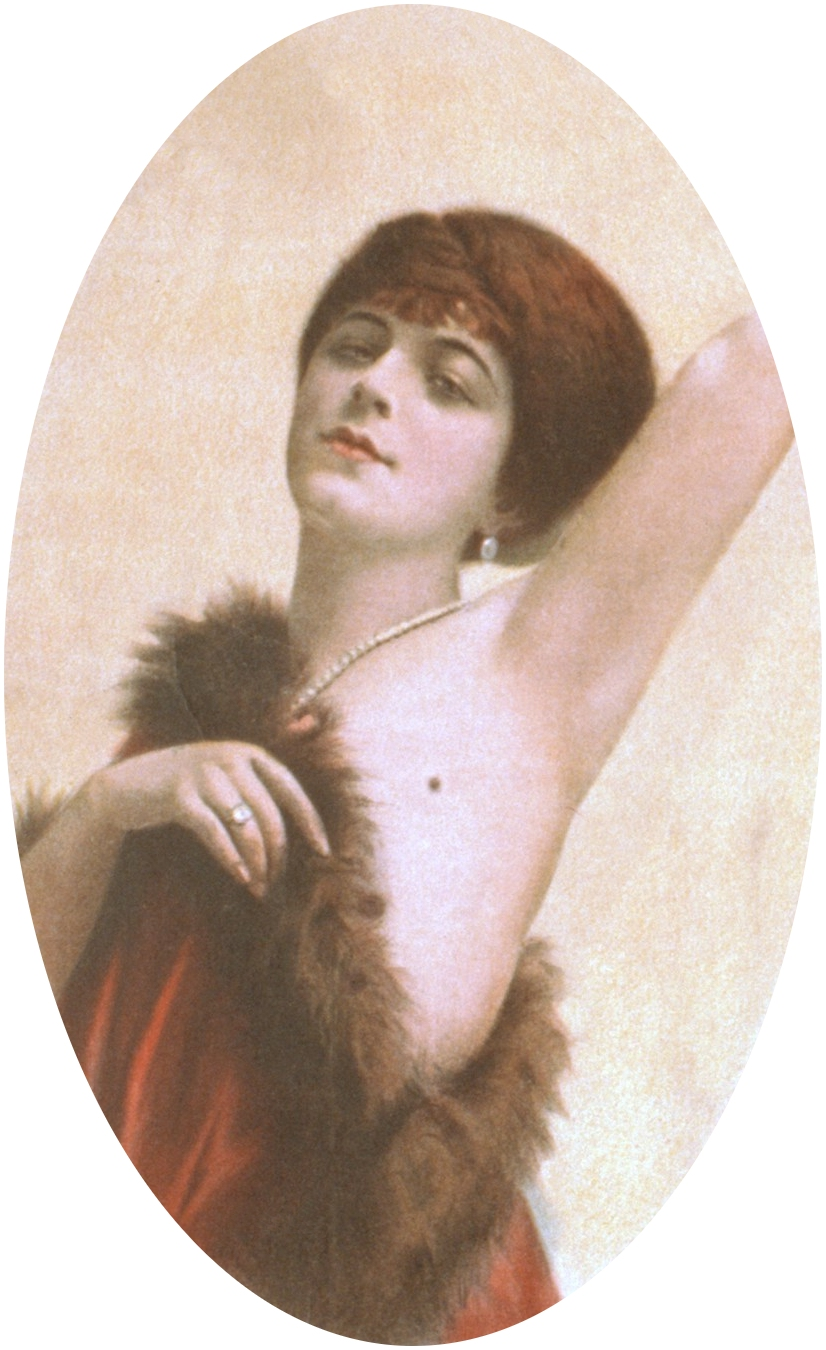
Valeska Suratt